# Campionati europei di atletica leggera 1946 - Maratona
La gara si tenne il 22 agosto 1946. Il tempo del vincitore, Mikko Hietanen, non può essere considerato il Record dei campionati perché la gara si tenne sulla distanza di 40,1 km.

## Classifica finale
| Pos | Nome                 | Nazione | Tempo   | Note |
| --- | -------------------- | --- | ------- | ---- |
| 1   | Mikko Hietanen       | Finlandia | 2:24:55 |      |
| 2   | Väinö Muinonen       | Finlandia | 2:26:08 |      |
| 3   | Yakov Punko          | [[File: Flag of the Soviet Union (1936 – 1955).svg\|class=noviewer\| Unione Sovietica (bandiera)\|border\|20x16px]] Unione Sovietica | 2:26:21 |      |
| 4   | Pierre Cousin        | Francia | 2:27:05 |      |
| 5   | Gösta Leandersson    | Svezia | 2:28:30 |      |
| 6   | Erik Jonsson         | Svezia | 2:30:08 |      |
| 7   | Squire Yarrow        | Regno Unito | 2:30:40 |      |
| 8   | Henning Larsen       | Danimarca | 2:32:50 |      |
| 9   | Athanasios Ragazos   | Grecia | 2:32:58 |      |
| 10  | Kaspar Schiesser     | Svizzera | 2:36:42 |      |
| 11  | Václav Weisshäutel   | Cecoslovacchia | 2:37:07 |      |
| 12  | John Systad          | Norvegia | 2:42:59 |      |
| 13  | Robert Nevens        | Belgio | 2:50:23 |      |
| 14  | Antonín Špiroch      | Cecoslovacchia | 2:57:44 |      |
|     | Horace Oliver        | Regno Unito | DNF     |      |
|     | Øivind Gundhu        | Norvegia | DNF     |      |
|     | Stylianos Kiriakidis | Grecia | DNF     |      |